# 芦別線
芦別線（あしべつせん）は、日本国有鉄道（国鉄）が計画していた北海道芦別市の芦別駅から深川市の深川駅までを結ぶ予定だった鉄道路線（未成線）である。

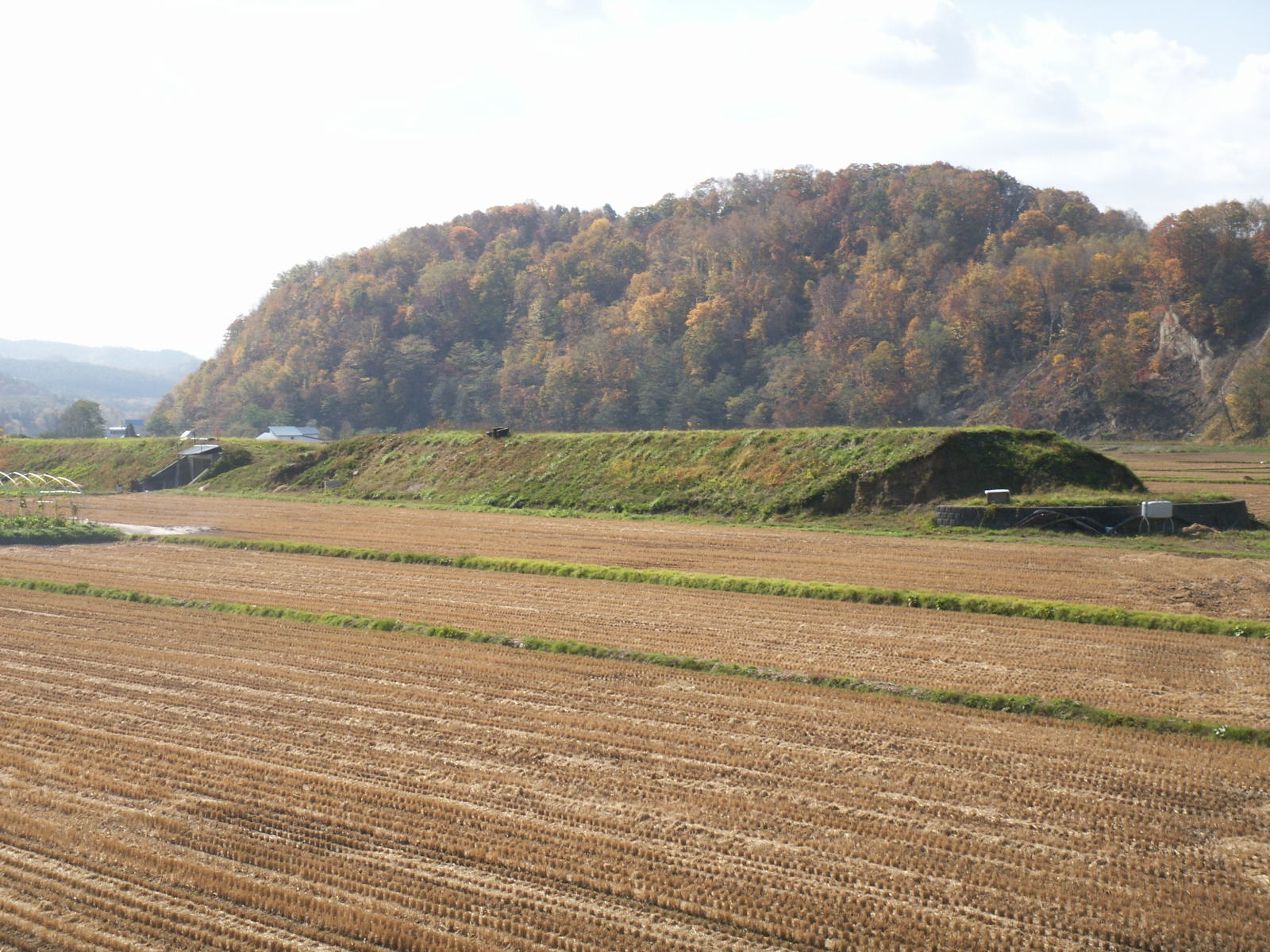
芦別市新城付近に残る芦別線の築堤

## 概要
鉄道敷設法別表第137号ノ2に規定する「石狩国深川附近ヨリ芦別ニ至ル鉄道」で、1953年（昭和28年）8月1日に公布・施行された「鉄道敷設法等の一部を改正する法律」（昭和28年法律第147号）によって追加された路線である。
芦別の炭鉱地帯と函館本線を短絡し、深川から留萌本線に接続し、留萌港から石炭を搬出することが敷設の目的だった。
鉄道敷設の運動は大正初期から始まり、沿線町村の請願書が1926年（大正15年）3月3日に衆議院で採択された。太平洋戦争中、運動は中断したが、戦後の1949年（昭和24年）から再開した。
ルート決定までは紆余曲折もあり、石狩新城から音江、深川へ直接的に結ぶルートと、納内を経由するルートで請願が出されていたが、同一目的で地元が対立することは陳情先に対しても不適当なこと、また中央からの勧告もあり、1951年（昭和26年）3月13日、沿線代表者による協議で納内経由にまとめられた。
1957年（昭和32年）4月3日の建設線決定後、芦別線建設期成会が要望する石狩常磐経由のルートに対し、油谷炭鉱が三菱芦別専用鉄道を経由させようとするルートを主張し、政治的な運動も進められたが、鉄道建設審議会や国鉄が地元の意見が統一されていないとして早期着工を渋る構えを見せたため、1958年（昭和33年）3月21日に芦別市議会で、石狩常磐経由に決定するよう国鉄への理由書を作成した。
理由書では、石狩常磐経由は関係地区鉱区の開発により、さらなる石炭生産が可能とされる一方、三菱芦別専用鉄道経由は既設炭鉱の輸送合理化に留まり、新規開発上の効果は見るべきものがないとした。
1960年（昭和35年）4月19日から芦別側で用地買収交渉が始まったが、常磐地区は水田地帯であり、鉄道建設による営農障害もあって、買収価格の面で折り合わず難航した。一部の農家からは鉄道不要論も出て、建設は一時中断も予想される一幕もあった。
芦別 - 石狩新城間（12.6 km）は、1963年（昭和38年）3月までに用地買収を終え、日本鉄道建設公団発足後の1964年（昭和39年）11月6日から路盤工事が始まり、空知川橋梁（263 m）架設工事から開始した。1965年（昭和40年）4月7日にあらためて工事実施計画が認可され、1968年（昭和43年）12月に路盤が完成した。
石狩新城 - 納内間（17.5 km）では、1967年（昭和42年）7月10日に工事実施計画が認可され、当時は1972年（昭和47年）の全線開業を予定していた。納内側からも着工する予定として、測量が行われ、用地も一部が確保されるとともに、1968年（昭和43年）には石狩新城 ‐ 菊丘間の新城峠トンネル（553 m）の工事発注が予定されていたが、用地買収が農家の反対で難航したことや、石炭産業の斜陽化で芦別線の使命が薄れたため、1969年度（昭和44年度）の工事予算は前年度比2億2000万円減の4000万円に抑えられ、1969年以降は用地買収や路盤工事は進まず、工事は休止した。さらに道路も整備されてきたため、開業の望みは薄かったという。
1968年（昭和43年）時点で、旭川市豊里、深川市納内などの一部住民から鉄道建設を反対されたため、2回も建設ルートを変更していた。さらに納内の農家9戸でつくる「芦別線路線変更期成会」は、農地が分断されるなどの理由から当初以来の反対の態度を変えていなかった。
また、芦別線の本来の目的である石炭輸送は石炭斜陽化のため、鉄道そのものに意味が無いのではという批判的意見も一部に出ていた。
その後も、芦別線によって水田を分断される旭川市内の豊里や神居古潭地区の農家の反対、住民と日本鉄道建設公団との間で路線の測量補償や決定の食い違い、沿線の内台部川の河川改修の必要性、石炭需要の減退により沿線予定地の炭鉱が閉山したため、計画は頓挫した。石狩新城以北は、石狩新城駅予定地から芦別市新城地区の正信寺付近を経て、市道新城6線との交差地点までの路盤のみ造成された。
線路種別は単線・丙線、最急勾配は16‰、最小半径は400 mで計画されていた。橋梁は46か所1205 m、トンネルは1か所（新城峠トンネル）。1970年（昭和45年）時点では石狩新城 ‐ 納内間の用地買収交渉中だった。
沿線の炭鉱閉山や地元の用地買収反対の動きもあり、1972年（昭和47年）7月22日、同年度の建設予算はゼロ査定とされた。予算凍結以降も芦別線建設期成会は毎年、日本鉄道建設公団札幌支社に陳情していた。1974年（昭和49年）6月には旭川市が間に入り、日本鉄道建設公団と地元住民の間で話し合いが行われたが、解決はつかなかった。1977年度（昭和52年度）も予算ゼロとされ、工事が再開されることはなかった。
総事業費は59億円で、工事凍結までに用地買収費や工事費で9億1500万円が投入された。国道38号と空知川を跨ぐ場所に空知川橋梁の橋脚7本が建てられたが、1991年（平成3年）10月に撤去された。空知川橋梁の橋台の他、新城付近などで一部の路盤が今も残っている。

## 路線データ
新設区間である芦別 - 納内間のデータ
- 路線距離（営業キロ）：芦別 - 納内間30.2 km（既設の納内 - 深川間を入れると37.6 km）
- 軌間：1067 mm
- 駅数：9駅（起終点駅含む。深川駅を入れると10駅）
- 複線区間：なし（全線単線）
- 電化区間：なし（全線非電化）

## 芦別線の歴史
- 1925年（大正14年）2月20日 芦別村長、深川町長ら地元関係者が国会に対して請願書を提出。
- 1926年（大正15年）3月3日 請願が衆議院で採択。
- 1931年（昭和6年）8月 鉄道省建設局が芦別 - 深川で測量を実施。
- 1940年（昭和15年）1月6日 沿線町村および留萌郡や雨竜郡の自治体を集め、深川芦別間鉄道期成同盟会を結成。その後、戦争により敷設運動は中断。
- 1949年（昭和24年）
  - 1月25日 空知地区町村長会議で敷設運動の再開を発議。
  - 10月12日 芦別深川間鉄道敷設促進期成会の結成により計画が再燃。
- 1952年（昭和27年）
  - 5月5日 旭川鉄道管理局が調査を開始。
  - 8月18日 国鉄札幌工事事務所が調査を開始。
- 1953年（昭和28年）8月1日 鉄道建設審議会において芦別線が予定線に昇格。
- 1956年（昭和31年）2月24日 芦別線が調査線となる。
- 1957年（昭和32年）4月3日 工事線に昇格。
- 1958年（昭和33年）9月10日 国鉄による実地調査を開始。
- 1962年（昭和37年）
  - 2月14日 第一工区の芦別 - 常磐（三井黄金坑入口付近）間（6966m）の用地を確保。
  - 4月26日 深川で着工祝賀会を開催。
- 1963年（昭和38年）
  - 3月4日 第二工区の常磐（三井黄金坑入口付近） - 新城（正信寺付近）間（6060m）の買収交渉が妥結。
  - 11月 常磐 - 新城間の着工式が行われる。
- 1964年（昭和39年）11月6日 日本鉄道建設公団により第一工区、第二工区の路盤工事に着手。
- 1967年（昭和42年）5月 第三工区の新城 - 新城峠間の路盤工事を開始。
- 1968年（昭和43年）
  - 2月 新城峠以北の用地買収を一部で開始。
  - 8月 空知川橋梁の架設工事が完了。
  - 12月 芦別 - 石狩新城間の路盤が完成。同時に芦別鉄道建設事務所が納内に移転。
- 1972年（昭和47年）7月 同年度の予算配分がゼロに。これにより同線の工事が凍結。
- 1990年（平成2年）2月 芦別 - 納内間の用地と橋梁部などが日本国有鉄道清算事業団に譲渡。

## 設置予定駅
全線北海道内に所在。接続路線の事業者名は芦別線建設時点のもの。
| 駅名         | キロ程 | キロ程 | 接続路線                                                                        | 所在地 |
| 駅名         | 駅間   | 累計   | 接続路線                                                                        | 所在地 |
| ------------ | ------ | ------ | ------------------------------------------------------------------------------- | ------ |
| 芦別駅       | -      | 0.000  | 日本国有鉄道：根室本線 三井芦別鉄道（1972年6月旅客営業廃止、1989年3月路線廃止） | 芦別市 |
| 高根信号場   | 2.300  | 2.300  |                                                                                 | 芦別市 |
| 石狩常磐駅   | 2.120  | 4.320  |                                                                                 | 芦別市 |
| 石狩黄金駅   | 4.020  | 8.340  |                                                                                 | 芦別市 |
| 石狩新城駅   | 4.230  | 12.570 |                                                                                 | 芦別市 |
| 菊丘駅       | 4.080  | 16.650 |                                                                                 | 深川市 |
| 石狩豊里駅   | 1.350  | 18.800 |                                                                                 | 深川市 |
| 更進駅       | 3.200  | 22.000 |                                                                                 | 深川市 |
| 新神居古潭駅 | 3.000  | 25.000 |                                                                                 | 深川市 |
| 納内駅       | 5.147  | 30.147 | 日本国有鉄道：函館本線                                                          | 深川市 |

納内駅 - 深川駅間は函館本線を参照。

## 現在の当該区間の交通
道道旭川芦別線がこの経路に近く、芦別 - 深川・旭川間の交通はこれを利用するのが主となっている。この経路で芦別 - 旭川間に北海道中央バスのバス路線も運行されている（→北海道中央バス旭川営業所）。同線はかつては平日に20往復運行されていたが、やはり過疎化の進行により年を追うごとに減便され、現在の運行は平日3往復、土曜・休日5往復（2018年4月1日現在）となっている。なおバスで芦別 - 深川間を直接移動することはできず、途中で深川 - 旭川間、または更進 - 深川間のバスに乗り換える必要がある。